# Onlinedating
Onlinedating of internetdating is het online leggen van contacten via een pc, smartphone, tablet e.d. met als doel iemand te ontmoeten voor een date. Wanneer een date plaatsvindt met voorafgegane elektronische communicatie, doet men aan onlinedating. Het kan via verschillende kanalen plaatsvinden zoals netwerksites onder vrienden van vrienden, in chatrooms via chatsites, online verenigingen tot complexe datingsites. Het zoeken gebeurt via een pc, smartphone (of iets dergelijks).

## Statistieken

### Groei
De totale omzet voor de Europese internetdatingmarkt werd in 2007 geschat op 549 miljoen euro. Een werkelijk marktaandeel is niet gekend in Europa omdat datingsites in alle talen zwijgen over hun inkomsten en jaarcijfers. Mocht dit bekend zijn, kunnen datingsites meer inschatten wat de impact is van de concurrentie. Naar schatting zijn er in Nederland en België 200 tot 250 datingwebsites. In het onderzoek van IBM stond Nederland in 2007 in de top 5 van landen met de meeste datingsites in Europa.

### Omvang
De totale omvang (in 2013) van de paar grootste Nederlandse datingsites is geschat op meer dan 10 miljoen unieke profielen. Relatieplanet.nl staat in die ranglijst bovenaan met meer dan 5 miljoen leden, tweede staat Lexa.nl met meer dan 2 miljoen Nederlandse leden. Per dag haalt Relatieplanet rond de 500 nieuwe inschrijvingen binnen, in het weekend zijn er bijna 10.000 mensen tegelijk online om te zoeken naar een date, relatie, mailcontact etc. Lexa haalt dagelijks 300 nieuwe inschrijvingen en heeft, met buitenlandse Lexanetwerken meegerekend, dagelijks rond de 70.000 mensen tegelijk online. Relatieplanet en Lexa zijn voornamelijk in Nederland actief. Van oorsprong buitenlandse sites, zoals Parship met een groot marktaandeel in Duitsland, en Tinder dat voornamelijk via een app op een smartphone functioneert, zijn ook op de Nederlandse markt actief geworden.

## Voor- en nadelen

### Voordelen
- Een date zoeken lijkt eenvoudig, het kan letterlijk vanuit de luie zetel.
- De selectie en het leggen van een eerste contact kan vanaf pc en smartphone, waardoor (reis)tijd bespaard wordt.
- Iedereen kan (via snelle) registratie een anoniem profiel aanmaken met alias.
- Profiel opstellen naar eigen keuze.
- Privé-instellingen om bijvoorbeeld alle foto’s en teksten pas vrij te geven als men iemand aan de vriendenlijst toevoegt.
- Er worden geen persoonlijke gegevens vermeld zoals e-mailadressen en telefoonnummers.
- Eigen criteria instellen om niet-potentiële leden te elimineren.
- Het biedt de mogelijkheid van een specifieke nichemarkt zoals: jongeren, senioren, rijke mensen, opleidingsniveau, mindervaliden, alleenstaanden met kinderen, mooie mensen, homoseksuelen, allochtonen of mensen met een bepaalde hobby of interesse te bereiken.
- Men komt direct in contact met mensen die in principe ook geïnteresseerd zijn, wat je bij de sportclub of in de supermarkt niet zeker weet.
- Men kan eerst e-mailen en chatten alvorens in real life af te spreken.
- Datingsites bieden allerhande hulpmiddelen aan om het zoeken naar een partner te vereenvoudigen (denk aan coaches of evenementen voor singles).
- Het is therapeutisch voor mensen die uit een relatie komen.[bron?]
- Het is mogelijk onopvallend met potentiële partners in aanraking te komen.
- Minder sociale mensen kunnen hierdoor ook contacten leggen en een duurzame relatie opbouwen.
- Sociale mensen kunnen veel sneller hun vriendenkring uitbreiden.
- Men kan sociale vaardigheid opbouwen en mensen leren kennen van allerlei categorieën.

### Nadelen
- De gratis abonnementen bieden weinig mogelijkheden.
- Soms blijft meer dan de helft van de verstuurde berichten onbeantwoord. Dit is gerelateerd aan niet-betalers.
- Er zijn veel mensen die het even proberen, even willen rondkijken en (nog) niet serieus op zoek zijn.
- Sommige profielen zijn weinig uitgebreid, met weinig of geen foto's en weinig persoonlijke tekst waardoor iemand een mysterie blijft.
- Er zijn ook veel mensen die niet meer op zoek zijn, maar hun profiel niet gedeactiveerd hebben.
- Men kan ongewenst bekenden tegenkomen die ook op de site actief zijn.
- Foto’s van extreem mooie mensen zijn niet altijd een echt profiel maar soms ook een aanspreekpunt om e-mailadressen door te geven.
- Getoonde foto’s zijn niet per definitie recent, volledig waarheidsgetrouw of van de personen in kwestie. In dat laatste geval spreekt men doorgaans van "fakers".
- Persoonlijke informatie over gewicht, leeftijd en uiterlijk, is soms sterk verouderd en of gewoon volledig gelogen.
- Veel aanvragen van erotische aard (N.B. dit hoeft niet negatief te zijn), overigens verbieden sommige websites ook al te expliciete foto's of teksten, waarschijnlijk om te voorkomen dat het andere mensen afschrikt.
- Een volledig profiel zegt niet alles over de identiteit van de persoon.
- Er kan tijdsdruk optreden als men een date wil vinden binnen een betaalde abonnementstermijn en men deze daarna niet wil verlengen.
- Het aantal actieve leden wordt soms verborgen waardoor gebruikers een verkeerde indruk krijgen van de datingmogelijkheden. Meestal is 70 à 80% van het ledenbestand niet actief.
- Er zijn niet altijd evenveel mannen als vrouwen, vooral jongere vrouwen zijn populair. Een mooie jonge dame kan op de eerste dag zomaar 500 reacties krijgen.
- Het duurt soms een hele tijd en veel mailtjes voordat iemand wil afspreken.
- Mensen met kwade bedoelingen kunnen moeilijk op voorhand worden herkend, wat enige risico’s inhoudt.

### Overig
Nadelen ten opzichte van alleen online ontmoeten:
- De anonimiteit is verloren na een ontmoeting in persoon, wat onaangename zaken met zich kan meebrengen wanneer te veel persoonlijke zaken werden verteld.

Algemene punten van aandacht:
- Onlinedating is altijd op eigen verantwoordelijkheid en risico en maakt niemand anders aansprakelijk.
- Er is weinig psychologische begeleiding vóór, tijdens en na een date.[1]

## Datingfraude
Ook netwerksites, chatsites en datingsites ontsnappen niet aan bedrog en oplichterij. Zo was datingfraude de meest gemelde fraude in 2012. Dit was voornamelijk bij de 50-plussers, waarbij contacten eerst via de site gaan; daarna via telefoon en e-mail; om tot slot de verliefdheid te misbruiken en met een smoes geld te laten opsturen. Het geld wordt in de helft van de gevallen overgemaakt met behulp van money transfers, die moeilijk te traceren zijn (via Western Union en Moneygram). Grotere bedragen worden meestal via bankrekeningen overgeboekt. Er zijn verschillende oplichtingstechnieken die de fraudeurs gebruiken waaronder medische spoed en phishing. Van 2013 tot juni 2016 meldden zich bij de Fraudehelpdesk 394 slachtoffers. In totaal maakten zij 8,1 miljoen euro over.
Ook de website zelf is soms frauduleus; dit geldt met name voor erotische datingsites. In dat geval dienen aangemaakte profielen slechts om daters zo veel mogelijk aan het lijntje te houden, en zo lang mogelijk betalend lid te maken. Een ontmoeting zal dan nooit plaatsvinden. De foto's zijn afkomstig van tijdschriften of elders online, en de berichten worden gegenereerd door eigen werknemers of computerprogramma's (bots). Veel mannen durven na afloop niet naar de politie te stappen omdat ze zich schamen dat ze op een erotische contactadvertentie hebben gereageerd, en bovendien bestaan er volgens het Nederlandse ministerie van Justitie geen mogelijkheden om dit soort sites juridisch aan te pakken. De sites beschermen zich tegen rechtsvervolging door in de kleine lettertjes te vermelden "De profielen op deze website zijn deels fictief, fysieke afspraken zijn hiermee niet mogelijk" en behouden zich aldus uitdrukkelijk het recht voor gesprekken te sturen via zelf gecreëerde profielen.
Dating-oplichters gebruiken soms afbeeldingen die ze elders van het internet hebben geplukt. Om hier achter te komen kan via Google gecheckt worden of dit zo is door op de rechtermuisknop te klikken en naar "Afbeelding zoeken in Google" te gaan. Ook kan de link ingevoerd worden bij Google Images door te klikken op het camera-icoon en daar de link in te voeren. Zo is te controleren of de foto(’s) voorkomen op andere websites. Sluwere internetoplichters gebruiken verschillende foefjes om te voorkomen dat de foto's die zij gebruiken overeenkomen met andere zoekresultaten. De meestgebruikte methode is het spiegelen van de foto's. Dit is te checken door de de foto horizontaal te spiegelen (rotation), op te slaan en vervolgens het fotobestand naar Google Image te slepen.
Datingfraude kan ook (anoniem) gedetecteerd worden door AI. Met Ai kan men direct een second opinion ontvangen bij twijfel over datingfraude, zonder dat de dating conversatie door iemand anders gelezen hoeft te worden. Men hoeft alleen de dating conversatie op te sturen.  

## Overzicht datingsites

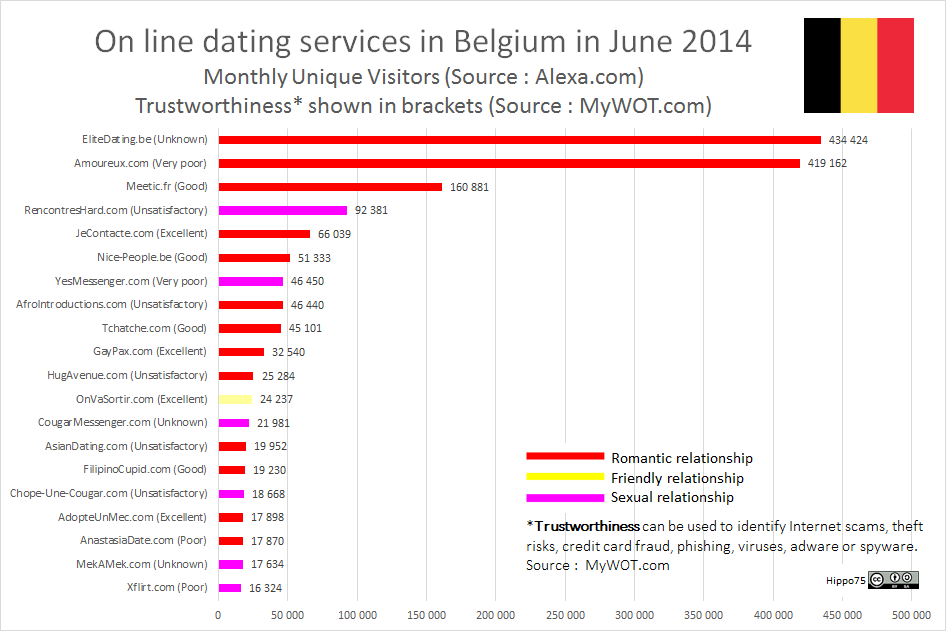
Overzicht meest gebruikte online datingdiensten in België (cijfers 2014)

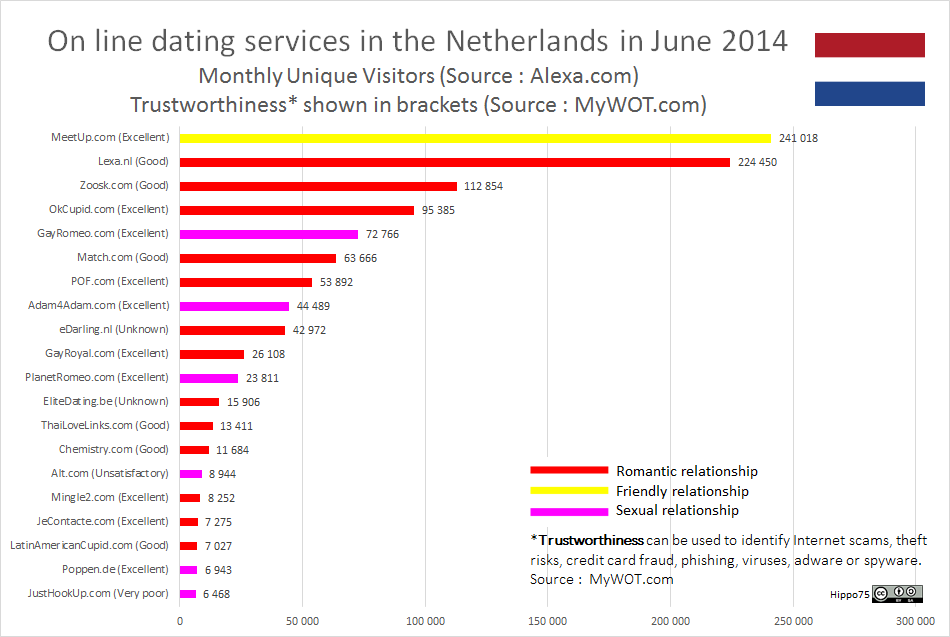
Overzicht meest gebruikte online datingdiensten in Nederland (cijfers 2014)